# Lotta Östlin
Lotta Östlin, även Lotta Östlin Stenshäll, född Liselotte Maria Östlin 3 maj 1966 i Gävle, är en svensk skådespelare.

## Filmografi (urval)
- 1993 – Hon & han
- 2002 – Grabben i graven bredvid
- 2003 – Tillfällig fru sökes
- 2004 – Falla vackert
- 2005 – White Trash
- 2005 – Svalan, katten, rosen, döden
- 2011 – Gustafsson 3 tr
- 2016 – Selmas saga - Mamma Traskvist

## Teater

### Roller (ej komplett)
| År   | Roll         | Produktion                        | Regi            | Teater                   |
| ---- | ------------ | --------------------------------- | --------------- | ------------------------ |
| 2006 | Amanda Marie | När Harry mötte Sally Nora Ephron | Emma Bucht      | Stockholms stadsteater   |
| 2017 | Emmy         | Norrtullsligan Elin Wägner        | Carolina Frände | Kulturhuset Stadsteatern |

### Regi
| År   | Produktion   | Upphovsmän                                                 | Teater               |
| ---- | ------------ | ---------------------------------------------------------- | -------------------- |
| 2008 | Stackars mej | Håkan Jaensson och Arne Norlin Dramatisering Birgit Hageby | Västerbottensteatern |